# Die Güldenkammer

Titelseite (Cover) der Ausgabe vom Mai 1913

Die Güldenkammer war eine deutschsprachige Kulturzeitschrift, die von 1910 bis 1916 in Bremen erschien. Der Untertitel der monatlich erscheinenden Zeitschrift lautete anfangs Eine bremische Monatsschrift, später Norddeutsche Monatshefte.

## Geschichte
Die Kulturzeitschrift Die Güldenkammer, die heute teils auch als literarische Zeitschrift charakterisiert wird, wurde im Oktober 1910 gegründet und erschien zunächst im Bremer Hauschild Verlag. Nach dem ersten Jahrgang (1910/11) übernahm der Unternehmer und Mäzen Ludwig Roselius durch seine Kaffee-Handels-Aktien-Gesellschaft (Kaffee HAG) ab dem Oktoberheft 1911 die Zeitschrift und sicherte ihr weiteres Erscheinen. Fortan kam sie im Verlag Kaffeehag Bremen heraus, bei dem hauptsächlich der Öffentlichkeitsarbeit von Kaffee HAG dienende Publikationen erschienen, und wurde dort zeitweise vom damaligen Werbeleiter von Kaffee HAG, Alfred Faust, verlegerisch betreut.
Die Monatszeitschrift Die Güldenkammer war die erste Kulturzeitschrift in Bremen. Herausgeberin war die Kulturjournalistin und Schriftstellerin Sophie Gallwitz; Mitherausgeber von 1910 bis 1912 war der Pädagoge und Autor Konrad Weichberger. Gallwitz veröffentlichte in der Zeitschrift im Jahr 1913 ca. 50 Briefe und Tagebucheintragungen der „Worpsweder“ Malerin Paula Modersohn-Becker, womit sie maßgeblich zu deren Entdeckung als Künstlerin beitrug und Modersohn-Becker erst ins Bewusstsein des Kunstförderers Ludwig Roselius und der Öffentlichkeit rückte.
Außerdem wurden kulturelle Beiträge und literarische Arbeiten veröffentlicht von Giosuè Carducci (1913, Übertragung ins Deutsche von Rudolf Borchardt), Hans Franck (1912, über Herbert Eulenberg), Gustav Friedrich Hartlaub (1910, zum Sammlungskonzept der Bremer Kunsthalle im Vorfeld des „Bremer Künstlerstreits“), Gustav Pauli, Paul Scheerbart (1913, Novelle Marduk), Johannes Schlaf, Georg Simmel, Curt Stoermer und vielen anderen Autoren.